# 西田敏行・桜田淳子のもちろん正解
『西田敏行・桜田淳子のもちろん正解』（にしだとしゆき さくらだじゅんこのもちろんせいかい）は、1983年4月17日から9月25日までTBS系列で放送されていたTBS製作の教養バラエティ番組である。三菱電機の一社提供。全17回。放送時間は毎週日曜19:30 - 20:00 （日本標準時）。

## 概要
視聴者から寄せられた身の回りの素朴な疑問に答えるべく、専門家による解説と検証VTRを交えながらスタジオでそれらの実験を行っていた。司会は西田敏行と桜田淳子が務めていた。また番組アシスタントは安田成美が務めていた。
3月にTBS系からフジテレビ系へ移行した福島テレビ（西田の出身地である福島県）も、土曜19時での三菱電機のスポンサードネットという形で本番組をネットしていた。

## エンディングテーマ
「すっぱい失敗」
作詞：森雪之丞/作曲：後藤次利/歌：ソフトクリーム

## 放送リスト
| 回 | 放送日 （1983年） | サブタイトル             | 備考                                         |
| -- | ----------------- | ------------------------ | -------------------------------------------- |
| 1  | 4月17日           | トンニュウは豚のお乳です |                                              |
| 2  | 4月24日           | やったね！ニトロ大爆発!! |                                              |
| 3  | 5月8日            | 難問珍問オジサン大好き   |                                              |
| 4  | 5月15日           | （不明）                 | 同日のプロ野球ナイター中継の中止によって放送 |
| 5  | 5月22日           | 招き猫にも名前があります |                                              |
| 6  | 5月29日           | おはぎとボタモチどう違う |                                              |
| 7  | 6月5日            | 保釈金の使いみち教えます |                                              |
| 8  | 6月12日           | 生放送で生ビール大研究！ |                                              |
| 9  | 6月19日           | 生まれた星座で運命決定？ |                                              |
| 10 | 7月3日            | これで安心 落雷の避難法  |                                              |
| 11 | 7月24日           | バストの左右はどう違う？ |                                              |
| 12 | 7月31日           | 夜空の花火を上から見た！ |                                              |
| 13 | 8月7日            | これがカバの縄張り決定版 |                                              |
| 14 | 8月14日           | 犬や猫にも血液型がある？ |                                              |
| 15 | 8月28日           | 日曜大工で家を建てる法   |                                              |
| 16 | 9月4日            | 難問珍問オジサン大好き   |                                              |
| 17 | 9月25日           | これが恐怖の絶叫マシン   |                                              |

参考：『下野新聞縮刷版』下野新聞社、1983年4月17日 - 9月25日付のラジオ・テレビ欄。
| TBS 日曜19:30枠 （三菱電機の一社提供）              | TBS 日曜19:30枠 （三菱電機の一社提供）                             | TBS 日曜19:30枠 （三菱電機の一社提供）                                                                           |
| 前番組                                              | 番組名                                                             | 次番組 |
| --------------------------------------------------- | ------------------------------------------------------------------ | --- |
| 人間ふしぎ不思議 （1981年10月11日 - 1983年3月13日） | 西田敏行・桜田淳子のもちろん正解 （1983年4月17日 - 1983年9月25日） | 単発特番 （1983年10月2日 - 1983年10月30日） ※19:30 - 20:54 ↓ THEチャレンジャー （1983年11月6日 - 1985年3月24日） |